# Thalictrum sachalinense
Thalictrum sachalinense är en ranunkelväxtart som beskrevs av Lecoyer. Thalictrum sachalinense ingår i släktet rutor, och familjen ranunkelväxter. Inga underarter finns listade i Catalogue of Life.